# John Biller
John Arthur Biller (14 de noviembre de 1877 - 26 de marzo de 1934) fue un atleta estadounidense que compitió principalmente en los saltos sin impulso.
Él compitió en los Estados Unidos en los Juegos Olímpicos de San Luis 1904, Estados Unidos, en el salto de larga distancia, donde ganó la medalla de bronce. En el salto de altura sin impulso fue cuarto, y él también fue 5 º en lanzamiento de disco. Cuatro años más tarde condecorado con medalla en los Juegos Olímpicos por segunda vez, esta vez ganó la medalla de plata en el salto de altura sin impulso y fue cuarto en salto de larga distancia en los Juegos Olímpicos de 1908 celebrado en Londres, Gran Bretaña.